# Lotta Thell
Ingrid Anna Eva-Lotta Thell, född 7 februari 1967, är en svensk författare. Thell skriver självbiografiska böcker om ett liv präglat av heroinmissbruk. Böckerna har kommit ut på förlagen Borea/Liv i Sverige, Langenskiölds, Ordupplaget och Normal förlag. Romanen I skuggan av värmen filmatiserades 2009 av Beata Gårdeler med Malin Crépin och Joel Kinnaman i huvudrollerna.
Thell bor på en hästgård i Södermanland.